# Acoustic Session
Acoustic Live es un EP promocional del dueto inglés de synth pop Erasure, publicado en 2000.

Este EP se lanzó sólo con fines promocionales y estas cuatro canciones tardarían más de un año en aparecer en una edición oficial, el EP Moon & the Sky.

## Lista de temas
| Acoustic Live (PCD STUMM 175) |                      |               |          |  |
| N.º                           | Título               | Escritor(es)  | Duración |  |
| 1.                            | «Freedom»            | (Clarke/Bell) | 2:26     |  |
| 2.                            | «Alien»              | (Clarke/Bell) | 4:10     |  |
| 3.                            | «Where In The World» | (Clarke/Bell) | 3:36     |  |
| 4.                            | «A Little Respect»   | (Clarke/Bell) | 3:13     |  |

## Créditos
- Diseño: Intro

Datos del set acústico:
Voz. Andy Bell
Guitarras acústicas. Nic Johnston y Vince Clarke
Coros. Valerie Chalmers y Emma Whittle